# Björn Dreier
Björn Dreier (* 4. Juni 1981) ist ein ehemaliger deutscher Footballspieler.

## Laufbahn
Dreier spielte in der Jugend der Darmstadt Diamonds. Er wechselte zu den Berlin Adlern, mit denen er 2004 das Endspiel um die deutsche Meisterschaft erreichte und in diesem gegen die Braunschweig Lions bezwang.
Im Jahr 2005 gewann er mit der deutschen Nationalmannschaft die World Games in Duisburg. Dreier gehörte auch bei der Weltmeisterschaft 2007 zum deutschen Aufgebot und errang dort mit der Nationalmannschaft die Bronzemedaille.
Im Mai 2008 zog sich der 1,80 Meter messende Runningback in einem Europapokalspiel einen Kreuzbandriss zu und zog sich vorerst aus dem Leistungsfootball. Dreier durchlief eine Polizeiausbildung, im Vorfeld der Saison 2014 kehrte er in das Aufgebot der Adler zurück. Im Europapokalhalbfinalspiel gegen die Swarco Raiders Tirol schied Dreier verletzt aus und verpasste die restliche 2014er-Spielzeit.